# Parotis invernalis
Parotis invernalis là một loài bướm đêm trong họ Crambidae.